# 藤橋 (立山町)
藤橋（ふじばし）は、富山県中新川郡立山町芦峅寺の称名川に架かる橋である。

## 概要
中新川郡立山町芦峅寺の称名川と常願寺川が落ち合う手前に架橋されており、橋上には富山県道43号富山上滝立山線および富山県道170号弘法称名立山停車場線が通る。現橋は1970年（昭和45年）に竣工したもので、全長109.5メートル、幅員7.0メートルを有する。かつては藤蔓を以て編まれた吊橋として名を知られ、立山登山の難所であった。近世においては、愛本の刎橋、富山の舟橋と共に越中の三橋の一つに数えられた。藤橋は同地において小字としても用いられる。

## 歴史

### 伝説
『越中志徴』には
とあり、昔から立山登山の難所であった称名川に加賀国金沢の僧が私財を投げ売って架橋する端緒を作ったと伝えられる。
また道元禅師が参拝のためにこの地に来たところ増水のために渡渉できず、岩上に坐禅して減水を待っていたところ、彼方の山より12匹の藤蔓を持った十二光仏の化身である猿が現れ、それを以て橋を造ったとの伝承もあり、これに感じて道元がよんだといわれる「立山の南無とからめし藤橋を踏みはずすなよ彌陀の浄土へ」という和歌を刻んだ碑が橋のたもとに建立されている。ただし、猿に助けられて川を渡ったという伝説は、道元ではなくて佐伯有頼の話として伝えられることもある。

### 近世

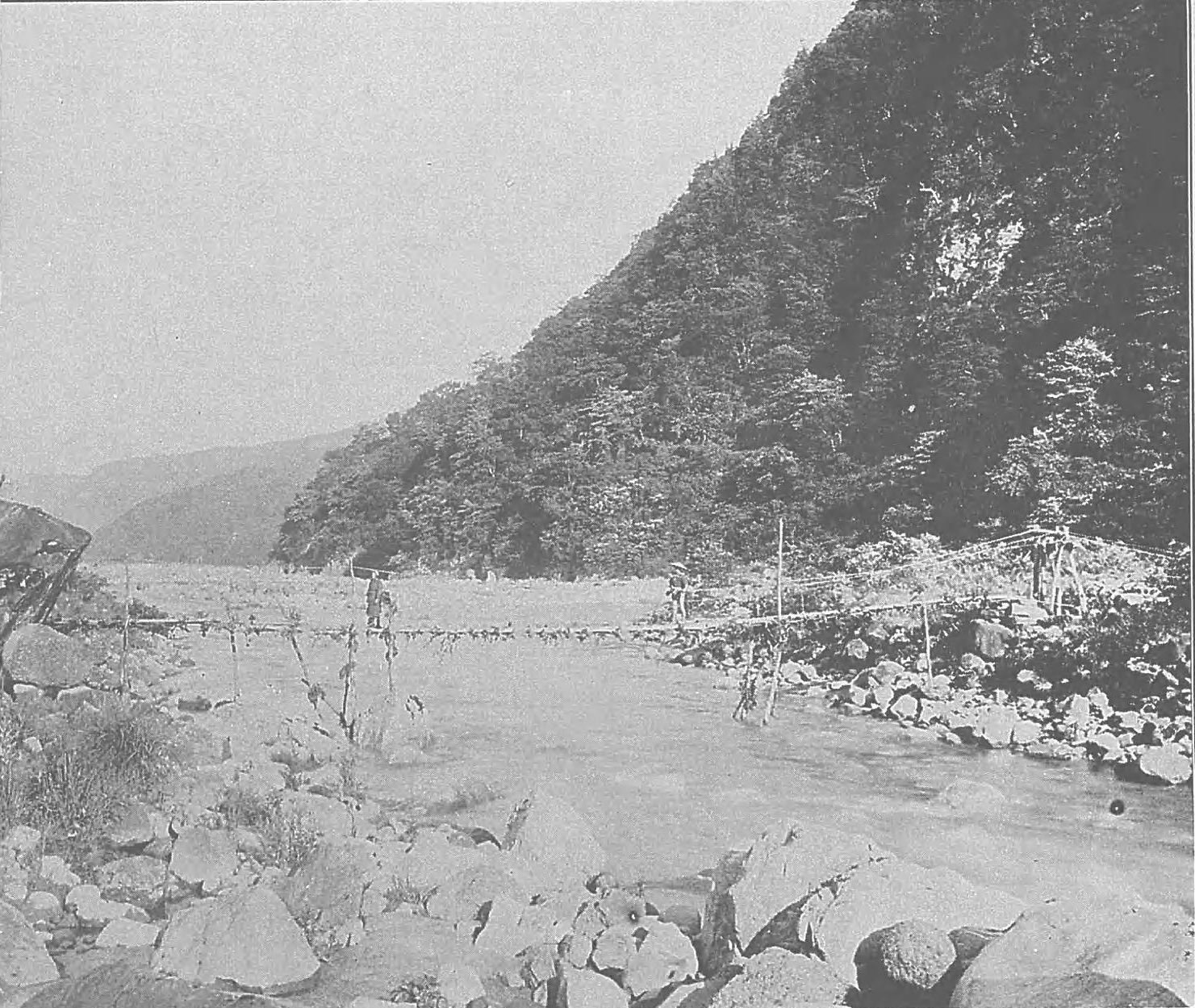
1909年（明治42年）の藤橋

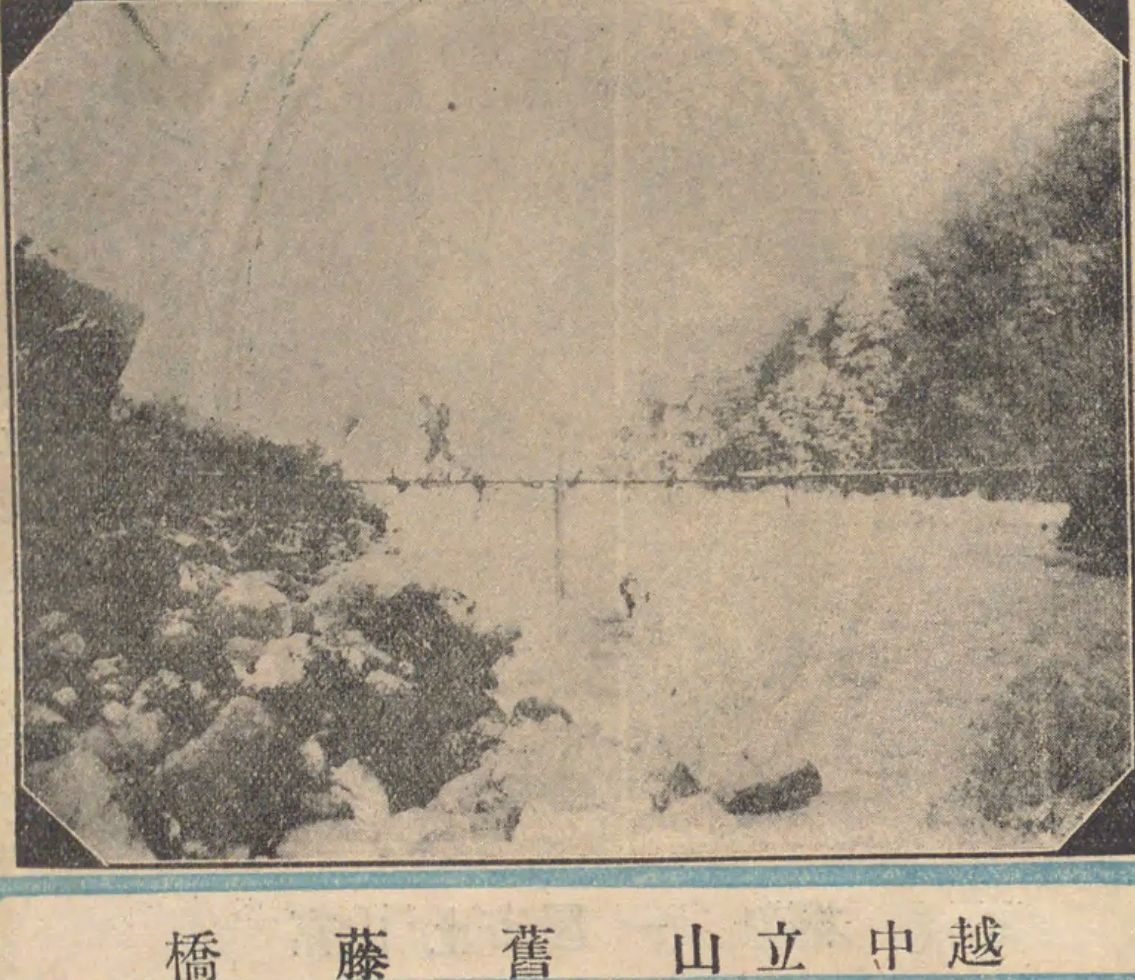
1913年（大正2年）の藤橋

このようにその濫觴に様々な伝承が残る藤橋であるが、1682年（天和2年）の『立山路往』によれば藤橋はもともと籠を以て両岸を接続する籠の渡しであったとされる。これが後に藤蔓を以て作られた藤橋となったとされ、『日本行脚文集』（1683年（天和3年））には次のごとくその様子を伝えている。
かくのごとく藤橋は立山登山の難所として伝えられており、1806年（文化3年）に立山に登った海保青陵は『日本九峰修行記』に藤橋について「軽業の綱渡り」と言い、宮崎成身の『視聴草』（1830年（天保3年））にも「立山禅定するもの十人に九人は此橋より引返す」とするなど、その恐ろしさを強調して記載する文献が多く残っている。
また、『和漢三才図会』に「渡シ二藤橋ヲ一行人取ル二垢離ヲ一」とある如く、この橋は立山参拝にあたっての禊の地としても知られ、明治初期までは立山に登る人々はこの橋の附近においてその身を清流によって清めたといわれている。『廻国雑記』には、
とあり、この川が聖俗の境界となっていたことが知られる。

### 近代以降

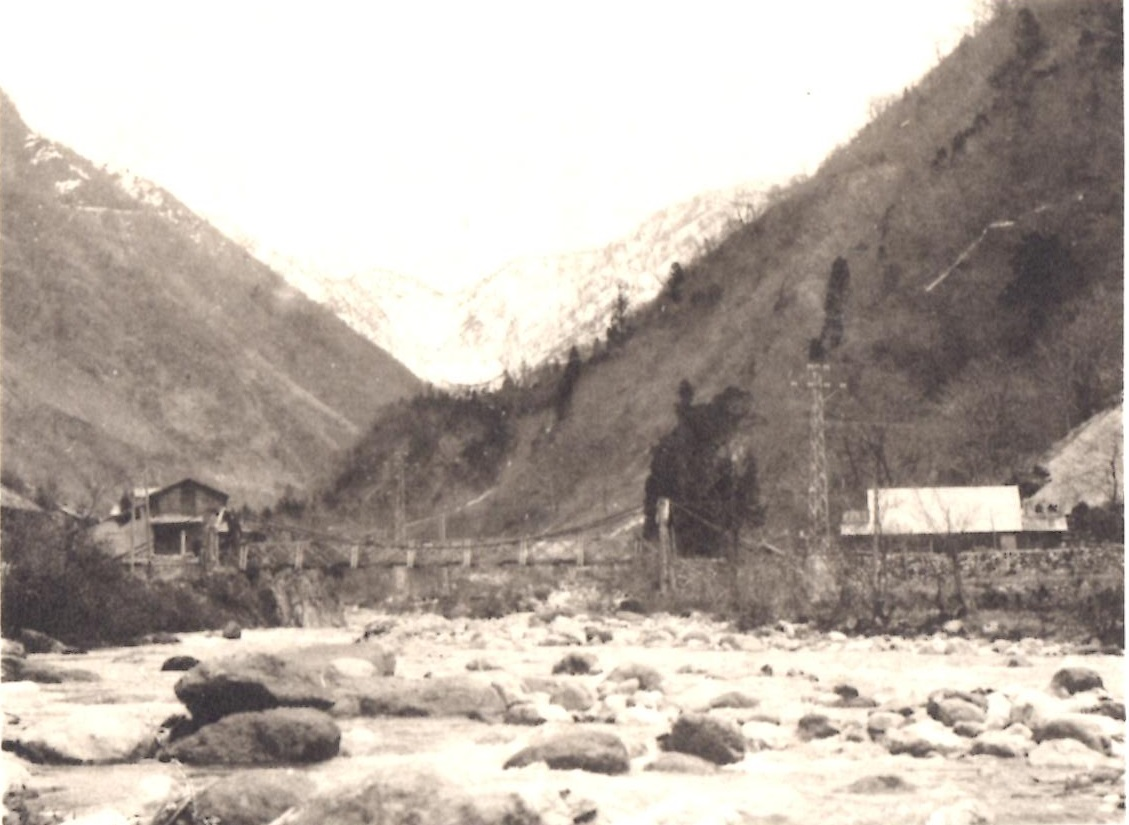
1932年（昭和7年）頃の木製にかわった藤橋

明治初期に藤蔓だけでは危険であるため、藤橋は鋼線を以て作られた吊橋に架替られ、その後昭和初期に入って木板を敷き詰めた頑丈な吊り橋にとってかわった。この後、1961年（昭和36年）よりコンクリート橋脚の永久橋の建設に着手し、1963年（昭和38年）5月15日に竣工して渡橋式を挙行したが、この橋は1969年（昭和44年）8月11日の水害によって流出した。この流出後の1970年（昭和45年）に改めて自動車交通可能な近代的永久橋を架したものが、現橋となっている。かつて氾濫の多かった川には多数の堰堤が建設され、川床に土砂が堆積して近世の文献に伝えられるような高度感や恐怖感は失われており、藤橋は名のみを留めることとなった。